# Tupou Draunidalo
Adi Tupou Draunidalo est une avocate et femme politique fidjienne. 
Fille de l'ancienne vice-Première ministre Adi Kuini Speed et de l'ancien ministre Savenaca Draunidalo, elle est également la belle-fille de l'ancien premier ministre Timoci Bavadra.
Elle se présente sans succès aux élections de 2001 sous l'étiquette du Parti de l'association fidjienne. Elle condamne publiquement le coup d'État militaire de décembre 2006, en conséquence de quoi elle est arrêtée et interrogée par les autorités militaires, puis relâchée. Elle est l'avocate de Laisenia Qarase, le premier ministre renversé, lors de son procès pour corruption.
En amont des élections de septembre 2014, qui doivent restaurer la démocratie, elle est élue présidente du Parti de la fédération nationale. Elle est la première personne autochtone à diriger ce parti, le plus vieux du pays, traditionnellement soutenu par la communauté indo-fidjienne. Elle est élue députée au nouveau Parlement des Fidji. Le PFN s'intègre au bloc d'opposition officielle dirigé par Ro Teimumu Kepa (du Sodelpa), et Tupou Draunidalo est nommée ministre fantôme de l'Immigration, de la Sécurité nationale et de la Défense, dans le cabinet fantôme.
En juin 2016, elle est suspendue deux ans du Parlement, pour avoir traité d'« idiot » le ministre de l'Éducation Mahendra Reddy durant un débat parlementaire. Elle quitte le parti et démissionne du Parlement en janvier 2017 ; Parmod Chand lui succède comme député, étant le procain sur la liste du PFN. En mars, elle rejoint le nouveau parti « Humanité, Opportunité, Prospérité, Égalité », dont l'acronyme est HOPE (« espoir », en anglais). Elle en devient la dirigeante. Le parti se présente comme un parti d'opposition ne souhaitant pas s'unir avec les autres partis d'opposition. Adi Tupou Draunidalo le mène aux élections législatives de novembre 2018, où le parti obtient 0,62 % des voix et aucun siège.